# Trentepohlia luteicostata
Trentepohlia luteicostata là một loài ruồi trong họ Limoniidae. Chúng phân bố ở miền Australasia.